# میروسلاو تسیکان
میروسلاو تسیکان (چکی: Miroslav Cikán؛ ۱۱ فوریهٔ ۱۸۹۶ – ۱ فوریهٔ ۱۹۶۲) فیلم‌نامه‌نویس و کارگردان فیلم اهل جمهوری چک بود.
او با هنرمندانی همچون هوگو هاس، یان وریخ و ولاستا بوریان همکاری فراوانی داشت.